# 大阪府道11号大阪国際空港線
大阪府道11号大阪国際空港線（おおさかふどう11ごう おおさかこくさいくうこうせん）は、大阪府豊中市の大阪国際空港から池田市を跨いで豊中市に至る府道（主要地方道）である。

## 概要
大阪国際空港と国道176号を結ぶ主要地方道であり、大半が大阪モノレール（大阪高速鉄道大阪モノレール線）軌道敷の真下を通っている。かつては大阪国際空港から国道176号空港入口交差点を結ぶ直線道路が府道11号に指定されていたが現在は旧道化されており、こちらの路線番号案内標識（118の2-A）は、その大半が撤去されている。
また、国道176号と府道2号大阪中央環状線との交点である蛍池東４丁目南交差点において、モノレールと並走する西向きの一方通行道路に府道11号を示す都道府県道番号標識（118の2-B）が掲示されていたが、これも現在は撤去されている。加えて、旧道部分である国道176号空港入口交差点の方面及び方向標識 (108の2-A)には府道11号の表記が消されずに残っていることから、阪急宝塚線ガード下の交差点から空港入口交差点までは旧道扱いされていないため、現在でも空港入口交差点が終点であると推定される。
旧道では、車両総重量25tまでの大型車両の通行が認められている。

### 路線データ
- 起点：大阪国際空港
- 終点：大阪府豊中市蛍池東町（空港入口交差点、国道176号交点）

## 歴史
- 1993年（平成5年）5月11日 - 建設省から、府道大阪国際空港線が大阪国際空港線として主要地方道に指定される[1]。

## 地理

### 通過する自治体
- 豊中市
- 池田市
- 豊中市

### 交差する道路
- 大阪府道10号大阪池田線（豊中市螢池西町）
- 大阪府道11号大阪国際空港線 支線（豊中市螢池中町）
- 国道176号（豊中市蛍池東町、終点）

支線
- 大阪府道10号大阪池田線（豊中市螢池南町）
- 大阪府道11号大阪国際空港線（豊中市螢池中町）

### 沿線にある施設など
- 大阪国際空港
- 阪急宝塚本線・大阪モノレール 蛍池駅